# ديتا شارانزوفا
ديتا شارانزوفا (من مواليد 30 أبريل 1975) هي سياسية ودبلوماسية تشيكية وهي عضو في البرلمان الأوروبي منذ 2014 وتنتمي إلى أنو 2011